# علي بن عبد الله باراس
علي بن عبد الله باراس (1027 - 1094 هـ): أحد علماء حضرموت في القرن الحادي عشر، ومن أبرز علماء الخريبة بوادي دوعن. تتلمذ على يد الحبيب عمر بن عبد الرحمن العطاس، وعندما قصد دوعن لازم شيخ شيخه أحمد بن عبد القادر باعشن.

## مولده ونشأته
ولد في حريضة إحدى قرى وادي عمد بحضرموت سنة 1027 هـ ونشأ بها، وتتلمذ على يد الحبيب عمر بن عبد الرحمن العطاس، فتعلم القرآن وحفظه والفقه وعلوم الشريعة واللغة والأدب وغيرها من العلوم. وقد انتدبه الحبيب عمر العطاس إلى قرية قرن المال وقرى أخرى في وادي عمد يعلم أطفالها القرآن الكريم والفقه والحديث واللغة، وهناك تعلم وتفقه على يد أحمد بن علي بابحير. أحبه شيخه الحبيب عمر العطاس لفضله وصلاحه وصدقه، وكان يقدّمه إمامًا ويصلي خلفه مؤتمًا به، ويقول عنه: "إنه هو المعين لي والمؤازر لي"، ويقول عنه أيضا: "إنه لساني ومن فرق بن عمر وعلي لا يفلح".

## هجرته إلى الخريبة
كانت هجرته في سنة 1045 هـ، بعد ان أرشده الحبيب عمر العطاس إليها، لكثرة العلماء فيها آنذاك ولنشر دعوته، فلم يرفض طلبه، وقصد وادي دوعن وتتلمذ علي يد الشيخ أحمد بن عبد القادر باعشن، فكان شيخ شيخه ولازمه سنين.

## شيوخه
تتلمذ على يد عدد من كبار الشيوخ نذكر منهم:
- عمر بن عبد الرحمن العطاس
- أحمد بن عبد القادر باعشن
- الحسين بن أبي بكر بن سالم
- علي بن أحمد بابحير
- علي بن محمد باهارون

## تلاميذه
من أشهر تلاميذه والآخذين عنه:
- الحسين بن عمر العطاس
- محمد بن أحمد بامشموس
- عيسى بن محمد الحبشي
- عبد الرحمن بن عمر البار
- عبد الله بن عمر باعباد
- عبد الله بن محمد باهرمز
- سهل بن أحمد إسحاق

## مؤلفاته
له العديد من المصنفات والمؤلفات منها:
- «شيم الحسن الأنيق» شرح لقصيدة لبامخرمة
- «تنبيه الغافل وترقي الواصل» شرح لراتب العطاس
- «فتح الوهاب في كلام السادة الأحباب»
- «مشكاة الأفكار في حقائق الأذكار»
- «شفاء السقم وفتح خزائن الكلم في معاني الحكم» شرح على الحكم العطائية لأبي عطاء الله السكندري
- «الروضة الخضراء والدرة الزهراء بكشف معاني قصيدة ما لذة العيش إلا صحبة الفقراء» شرح لقصيدة لأبي مدين التلمساني

## وفاته
توفي بالخريبة في وادي دوعن بحضرموت يوم الأربعاء في شهر ربيع الأول سنة 1094 هـ.